# Karl Höffkes
Karl Höffkes (* 1. Februar 1954 in Oberhausen) ist ein deutscher Sachbuchautor, Verleger und Medienhändler. In den 1980er und 1990er Jahren betätigte er sich als geschichtsrevisionistischer Zeithistoriker in rechtsextremen Verlagen. Zudem legte er eine umfangreiche Sammlung  privater und medialer Überlieferungen insbesondere aus der Zeit des Nationalsozialismus an, mit denen er Handel treibt sowie Dokumentarfilme und Hörbücher produzierte.

## Leben
Höffkes studierte Germanistik, Philosophie und Geschichte an den Universitäten Düsseldorf und Duisburg. Er schloss sein Referendariat mit dem Zweiten Staatsexamen ab und war danach einige Zeit im Schuldienst als Studienrat tätig. Im Handelsregister wird er ab 1996 als Kaufmann geführt.
Jahrelang betätigte sich Höffkes im Umfeld des Bundes Heimattreuer Jugend (BHJ) und dem BHJ nahestehenden Arndt-Verlag. Er war von März 1983 bis September 1984 Beisitzer im Vorstand der rechtsextremen Gesellschaft für freie Publizistik und als Autor für den Arndt-Verlag, den Druffel-Verlag und den Grabert-Verlag tätig, alle drei Organe der extremistischen Rechten. Daneben veröffentlichte er in der ebenfalls rechtsextremen Zeitschrift Nation Europa (später: Nation und Europa).
Von 1984 bis 1987 war er Redaktionsmitglied und Mitverleger der „nationalrevolutionären“ Zeitschrift Wir selbst. Zusammen mit dem neurechten Siegfried Bublies gründete Höffkes 1985 den Verlag „Bublies und Höffkes“. Ende 1986 trennten sie sich wieder, und Bublies wurde durch Detlev Heitz ersetzt. Der Verlag benannte sich um in „Heitz & Höffkes“. In der Verlagsleitung waren zusätzlich Heinz Mahncke und Werner Georg Haverbeck tätig. Höffkes’ Verlag publizierte bis in die 1990er Jahre Bücher von Armin Mohler, Hans-Dietrich Sander, Herman Wirth, Hermann Giesler oder Adolf von Thadden. Das Sortiment des als rechtsextrem und revisionistisch eingestuften Verlags reichte von „Bilderchronik der SS-Schule Haus Wewelsburg“ bis „Altheidnisches und Deutschtümelndes“.
In den 1980er Jahren begann Höffkes, private Filme und Dias aus den Jahren 1914 bis 1946 zu sammeln. Sie bildeten den Ausgangspunkt einer später begründeten „Agentur Karl Höffkes“ für den Handel mit zeitgeschichtlichem Material, vor allem zum Nationalsozialismus.
Anlässlich einer Rundreise von David Irving in Deutschland, organisiert von Bela Ewald Althans traf Höffkes Irving am 19. April 1990 in München und knüpfte engeren Kontakt zu ihm. Irving besuchte Höffkes am 8. Juni 1990 in Essen. Die mit ihm geführten Interviews sollte Höffkes vermarkten. Weitere Interviews mit Irving gab es am 12. Februar 1991 anlässlich seiner Rede bei der Deutschen Volksunion in Passau.
Gemeinsam mit einem Geschäftspartner war er ab 1996 Inhaber der Firma Polar Film + Medien GmbH in Gescher/Westfalen. 2010 wurde die Polar Film + Medien GmbH von SchröderMedia übernommen.
Im Jahr 2012 nahm Höffkes an einer Gruppenreise in den Iran teil, die der Betreiber des islamistischen Online-Portals Muslim-Markt, Yavuz Özoguz, organisiert hatte. Der iranische Präsident Mahmud Ahmadinedschad empfing die Gruppe zu einer Privataudienz. In den Medien wurde die Reise angesichts Ahmadinedschads Leugnung von Holocaust und Existenzrecht Israels als Legitimierung des iranischen Unrechtsregimes bzw. „Pilgertour [vereinigter] Antisemiten“ scharf kritisiert. Laut Judith Faessler war diese Reise insofern einzigartig, als sie eine Kooperation deutscher schiitischer Islamisten mit deutschen Rechtsextremisten dokumentieren würde. Höffkes wurde von ihr als „Geschichtsrevisionist“ eingeordnet.

## Wirken
Laut eigenen Angaben verfügt Höffkes über eine große Zahl privater Filme, Schwarz-Weiß-Bilder und Farbdias insbesondere aus der Zeit des Nationalsozialismus. Laut der Westfälischen Rundschau zählt sein Archiv „zu den größten der Republik.“ Er vermarktet seine Archivbestände weltweit an unterschiedliche Abnehmer. Daneben produziert er aus seinem Archivmaterial Dokumentarfilme, die er als DVDs vertreibt. Regie bei Höffkes-Produktionen führten u. a. Hermann Pölking-Eiken, Uwe Sauermann, Bastian Clevé und Jörg Müllner.
Zu den Archivalien zählen Nachlässe, wie etwa dem von Götz Hirt-Reger, einem ehemaligen PK-Filmberichterstatter der Deutschen Wochenschau, und dem des Amateurfilmers Walther Bever-Mohr, aber auch regionalgeschichtliche Chroniken und private Filmtagebücher unterschiedlichster Provenienz. Nach dem Stand von 2014 umfasste das Archiv über 1.400 Stunden digitalisiertes Material, das von der Zeit um die Jahrhundertwende bis in die 1960er Jahre datiert.
Neben seiner Sammlertätigkeit führte er eine Vielzahl von Interviews mit Zeitzeugen, die er ebenfalls Interessenten anbietet. Neben vormaligen Angehörigen von Wehrmacht und SS sowie NS-Funktionären wie Artur Axmann interviewte er ehemalige KZ-Häftlinge. Dieser Interview-Bestand wird auch von der zeitgeschichtlichen Forschung genutzt. In Höffkes‘ Interview mit Elisabeth Grünbauer, geborene Popp, bei deren Eltern Adolf Hitler vor dem Ersten Weltkrieg zur Untermiete wohnte, entdeckte der Historiker Thomas Weber Anzeichen dafür, dass Hitler bereits früher als bislang angenommen zum Antisemiten wurde. Weber bezeichnete den Interview-Fundus als „unverhofft gefundene Goldkiste“. Die gesammelten Interviews, die Höffkes mit Zeitzeugen zum Thema Hitler führte, wurden 2020 von Wieland Giebel in Buchform herausgegeben.
Während einige der Polar-Film Dokumentationen in öffentlich-rechtlichen als auch privaten Sendern ausgestrahlt wurden, wurden andere aufgrund ihrer politischen Tendenzen kritisiert. So etwa die 2004 produzierte, revisionistische Dokumentation „Geheimakte Heß“ von Olaf Rose und Michael Friedrich Vogt. Das Landgericht Berlin sah eine klare Mitverantwortung Höffkes am Heß-Kult, zu der die Mordthese gehört und die „gerade in rechtsextremistischen Kreisen Rudolf Heß zum Märtyrer und zur Ikone der Rechtsextremisten mache“.
2014 arbeitete Höffkes gemeinsam mit Hermann Pölking-Eiken als Materialrechercheur für den Dokumentarfilm Heinrich Himmler – Der Anständige („The Decent One“).
2015 erwarb Höffkes den Nachlass des Kriegsmarineangehörigen Reinhard Wiener, der 1941 in Liepāja Aufnahmen eines Massenmordes der deutschen Einsatzgruppen gedreht hatte. Es handelt sich bei Wieners Film um die einzigen bis heute bekannten Aufnahmen eines solchen Verbrechens. Diese und andere Holocaust-bezogene Filme seiner Sammlung präsentierte Höffkes im September 2016 auf einer Fachtagung der Holocaust-Gedenkstätte Yad Vashem in Jerusalem. Archivmaterial aus Höffkes‘ Sammlung setzt Yad Vashem auch für Lehr- und Schulvideos ein.
2017 fungierte er als Executive Producer und Rechercheur für den von Thorsten Pollfuß produzierten Dokumentarfilm Wer war Hitler (Regie: Hermann Pölking-Eiken).
2021 entdeckte er im Nachlass eines Wehrmachtoffiziers private Fotos des Hitler-Attentäters Claus Schenk Graf von Stauffenberg, von dem bis dahin kaum Bilder bekannt waren.

## Publikationen und Rezeption
Einige von Karl Höffkes verfasste Bücher wurden in rechtsextremen Verlagen publiziert, so sein 1986 im Grabert-Verlag erschienenes Nachschlagewerk Hitlers politische Generale: die Gauleiter des Dritten Reiches, das aufgrund seiner Fülle an biografischen Rohdaten Einzug in der Forschung zum Nationalsozialismus fand, obwohl dem Buch von Historikern eine apologetische Zielsetzung attestiert wurde. Auch das Hauptstaatsarchiv Stuttgart bewertete Höffkes als „rechtsextremen Historiker“. Wieland Giebel bezeichnete es dagegen als Höffkes’ „Verdienst, überlebende Akteure des Nationalsozialismus beharrlich befragt und ihre Aussagen dokumentiert zu haben“.
Dokumentationen von Höffkes’ Filmfirma Polar-Film wurden zum Teil in das Programm rechtsextremer Versandhandelsfirmen wie dem Verlag Bublies aufgenommen, werden jedoch auch von kommerziellen Anbietern angeboten.
Viele Bücher erschienen auch im Heitz und Höffkes Verlag in Essen, so u. a. die Autoren David Irving, Armin Mohler, Agnes Miegel, Adolf von Thadden, Artur Axmann, Heinz Mahncke, Hellmut Diwald, Herta Linde, Max Klüver mit Es war nicht Hitlers Krieg, Oswald Siegmund mit Deutschland am Galgen. Von der "Leibstandarte" bis zum Landsberger "Kriegsverbrechergefängnis  usw.

## Bücher
- Träumer, Streiter, Bürgerschreck. Aus der Geschichte der deutschen Jugendbewegung. Arndt-Verlag, Kiel 1982, ISBN 3-88741-006-8.
- mit Uwe Sauermann: Albert Leo Schlageter. Freiheit, du ruheloser Freund. Arndt-Verlag, Kiel 1983, ISBN 3-88741-008-4.
- Wissenschaft und Mythos. Auf der Suche nach der verlorenen Identität (= Veröffentlichungen der Stiftung Kulturkreis 2000; Band 3; Reihe Forum). Grabert-Verlag, Tübingen 1983, ISBN 3-87847-066-5.
- Hitlers politische Generale. Die Gauleiter des 3. Reiches. Ein biographisches Nachschlagewerk (= Veröffentlichungen des Institutes für Deutsche Nachkriegsgeschichte; Band 13). Grabert-Verlag, Tübingen 1986, ISBN 3-87847-163-7.
- als Herausgeber: Deutsch-sowjetische Geheimverbindungen. Unveröffentlichte diplomatische Depeschen zwischen Berlin und Moskau im Vorfeld des Zweiten Weltkriegs (= Veröffentlichungen des Institutes für Deutsche Nachkriegsgeschichte; Band 15). Grabert-Verlag, Tübingen 1988, ISBN 3-87847-093-2 und ISBN 3-87847-092-4.
- Wieland Giebel (Hrsg.): Ich traf Hitler. Die Interviews von Karl Höffkes mit Zeitzeugen. Berlin Story Verlag, Berlin 2020, ISBN 978-3-95723-153-6.

## Filme
- Heinrich Himmlers Burg – Die Wewelsburg: Das weltanschauliche Zentrum der SS (mit Stuart Russell) (Polar-Film, ca. 1996)
- Hans-Joachim Marseille: Der Stern von Afrika (Polar-Film 1998)
- Triumph und Tragödie der Wilhelm Gustloff (Polar-Film 2000)
- Europa in Flammen – Die Friedensjahre 1933–1939 (Polar-Film 2001)
- Europa in Flammen – Die Kriegsjahre 1939–1945 (Polar-Film 2001)
- Die Geschichte der deutschen Panzerwaffe 1914–1945 (Polar-Film 2002)
- Räder müssen rollen für den Sieg – Die Reichsbahn im Kriegseinsatz (Polar-Film 2002)
- Die Geschichte der deutschen Kriegsmarine 1914-1945 (Polar-Film 2003)
- Die Geschichte der Hitlerjugend (Polar-Film 2003)
- Die großen Feldzüge des Zweiten Weltkriegs (Polar-Film 2003)
- Unternehmen Barbarossa – Der Krieg im Osten (Polar-Film 2003)
- Als das Reich zerfiel (Polar-Film 2004)
- Das Dritte Reich privat – Leben und Überleben (Polar-Film 2004)
- Das geheime Filmarchiv der Eva Braun (Polar-Film 2004)
- Hitler-Deutschland in Farbe (Polar-Film 2004)
- Hitlers politische Bewegung – Die NSDAP (Polar-Film 2004)
- Die Geschichte der deutschen U-Boot-Waffe 1914–1945 (Polar-Film 2005)
- Mit der Kamera an der Ostfront, Teil 1–3 (Polar-Film 2011)
- Filmen unterm Hakenkreuz. Der verschollene Filmschatz des Ernst Grelle (Polar-Film 2011)
- Bevor Hitler kam – Deutschlands Weg in die Diktatur (Polar-Film 2014)